# Лібійні
Лібійні (Lybiidae) — родина птахів ряду дятлоподібних. Містить 43 види.

## Поширення
Родина поширена в Субсахарській Африці, за винятком пустельних районів півіденно-західної частини материка. Лібійні мешкають у різноманітних лісах і чагарникових саванах.

## Опис
Дрібні птахи, завдовжки 20-25 см. Найменший вид — Pogoniulus atroflavus, сягає лише 9 см завдовжки, та важить 7 г. Ці птахи мають коротке і пухке тіло, шия коротка і товста, а голова порівняно велика по відношенню до тіла. Дзьоб великий і важкий, і має по краях зубчики. Крила середньо довгі та округлі, хвіст середньо довгий і кутовий на кінці. Як в дятлів перший і четвертий пальці ніг спрямовані назад, другий і третій вперед. Оперення яскраво забарвлене.

## Спосіб життя
Лібійні живляться комахами та плодами. Фрукти вони поїдають разом з насінням, розповсюджуючи його. На комах полюють на землі або серед дерев. Одиночні птахи. В сезон розмноження живуть моногамними парами, хоча представники Gymnobucco гніздяться колоніями. Гнізда облаштовують у дуплах або термітниках.

## Роди
- Барбікан (Gymnobucco) — 4 види
- Жовтоголовий барбікан (Stactolaema) — 4 види
- Барбіон (Pogoniulus) — 9 видів
- Червоноголовий барбіон (Buccanodon) — 2 види
- Лібія-зубодзьоб (Tricholaema) — 6 видів
- Лібія (Lybius) — 12 видів
- Барбудо (Trachyphonus) — 6 видів